# Thalassodes dissepta
Thalassodes dissepta är en fjärilsart som beskrevs av Walker 1861. Thalassodes dissepta ingår i släktet Thalassodes och familjen mätare. Inga underarter finns listade i Catalogue of Life.